# AAT Challenger Santa Fe
L'AAT Challenger Santa Fe è un torneo professionistico di tennis giocato sulla terra rossa, che fa parte dell'ATP Challenger Tour. Si gioca annualmente dal 2023 al Santa Fe Lawn Tennis Club di Santa Fe, in Argentina.

## Albo d'oro

### Singolare
| Anno    | Campione                 | Finalista         | Punteggio     |
| ------- | ------------------------ | ----------------- | ------------- |
| 2025    | João Lucas Reis da Silva | Lautaro Midón     | 6–4, 6–3      |
| 2024    | Andrea Collarini         | Facundo Mena      | 6–2, 6–3      |
| 2023 II | Mariano Navone (2)       | Andrea Pellegrino | 3–6, 6–2, 6–3 |
| 2023 I  | Mariano Navone (1)       | Daniel Vallejo    | 6–2, 6–4      |

### Doppio
| Anno    | Campioni                                  | Finalista                                     | Punteggio           |
| ------- | ----------------------------------------- | --------------------------------------------- | ------------------- |
| 2025    | Mariano Kestelboim Gonzalo Villanueva     | Santiago de la Fuente Genaro Alberto Olivieri | 6–1, 2–6, [11–9]    |
| 2024    | Hady Habib Trey Hilderbrand               | Ignacio Carou Facundo Mena                    | 6(5)–7, 6–2, [10–4] |
| 2023 II | Luca Margaroli Santiago Rodríguez Taverna | Franco Agamenone Mariano Kestelboim           | 7–6(2), 6–4         |
| 2023 I  | Vasil Kirkov Matías Soto                  | Ignacio Carou Ignacio Monzón                  | 7–6(3), 6–2         |